# 팟 타이
팟 타이(태국어: ผัดไทย)는 태국의 국수 요리이다. 쌀국수를 사용한 새콤, 달콤, 짭조름한 볶음국수로, 대표적인 길거리 음식이다. 태국의 국민 음식 가운데 하나이기도 하다.

## 이름
태국어 "팟 타이(ผัดไทย)"는 "볶다"라는 뜻의 "팟(ผัด)"과 "태국"을 뜻하는 "타이(ไทย)"로 이루어진 말이다. 태국어는 수식하는 말이 뒤에 오기 때문에, "태국(의) 볶음(요리)"이라는 뜻이 된다.

## 역사
쌀국수를 볶아 먹는 전통은 수 세기 전 중국에서 전해졌으나, 팟 타이는 1930년대 쁠랙 피분송크람 총리가 주도한 민족주의 운동의 일환으로서 정책적으로 대중화된 음식이다. 제2차 세계 대전 당시 경기 침체와 쌀값 상승에 대처하고 쌀 소비를 줄이기 위해 국수 먹기를 장려하였는데, 당시 태국에서 국수는 중국 음식으로 여겨졌다. 피분송크람은 "팟 타이" 등으로 국수의 태국화를 시도하였으며, 태국 문화 정체성 확립을 꾀했다.

## 만들기
팟 타이의 새콤, 달콤, 짭조름한 맛은 타마린드 액, 야자당, 어장이 낸다. 셜롯과 마늘 등 향신채를 다진 차이뽀 완과 건새우, 한 입 크기로 썬 건두부 등과 볶다가, 쌀국수와 양념을 넣어 함께 볶는다. 국수를 한 쪽으로 밀어 놓고 달걀을 스크램블하여 국수와 섞는데, 이때 숙주나물과 부추 및 따로 익혀 둔 새우 등도 함께 섞는다. 볶은 땅콩과 고추 플레이크, 라임 조각 등을 곁들여 낸다. 새우 대신 닭고기나 돼지고기 등을 사용하기도 한다.

## 같이 보기
- 곤차우응아우호
- 차 퀘티아우
- 팟 미 코랏
- 팟 시이우
- 팟 키마오
- 퍼 싸오